# 법전

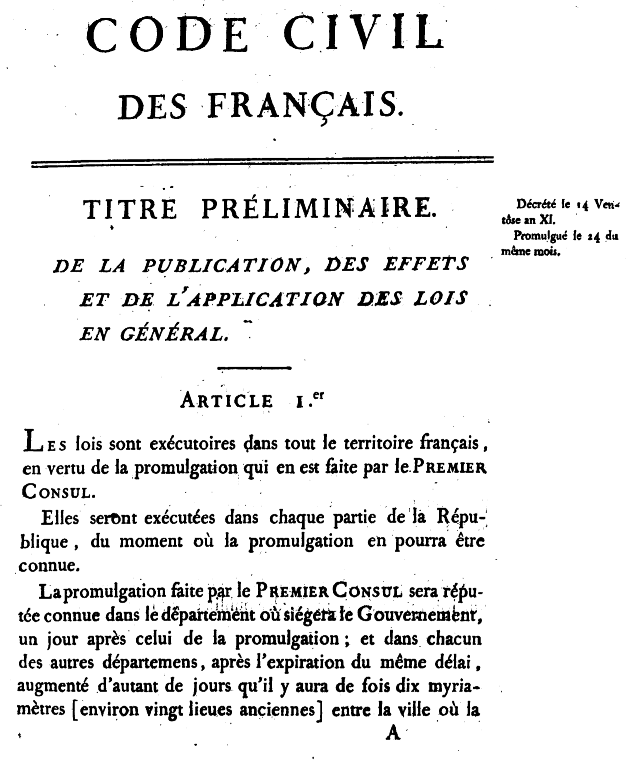
나폴레옹 법전의 1804년 오리지널 에디션의 첫 페이지

법전(法典)은 법전화라는 과정을 통해 체계화된 법규집이다. 차이가 있는 영미법과 대륙법 체계와 비교해 보면 성문화 과정과 동기는 유사하지만 이것들을 이용하는 방식 면에서는 차이가 있다.
민법 국가에서 법전은 일반적으로 민법, 형법과 같이 법의 완전한 체계를 철저히 아우르는 것이 보통이다. 이와 대조적으로 잉글랜드 전통을 따라 관습법을 따르는 국가에서 법전은 덜 일반적인 입법 형태이다.

## 같이 보기
- 유전 부호
- 언어
- 세계의 법계
- 소스 코드